# Erromenus nasalis
Erromenus nasalis là một loài tò vò trong họ Ichneumonidae.